# 国谷駅

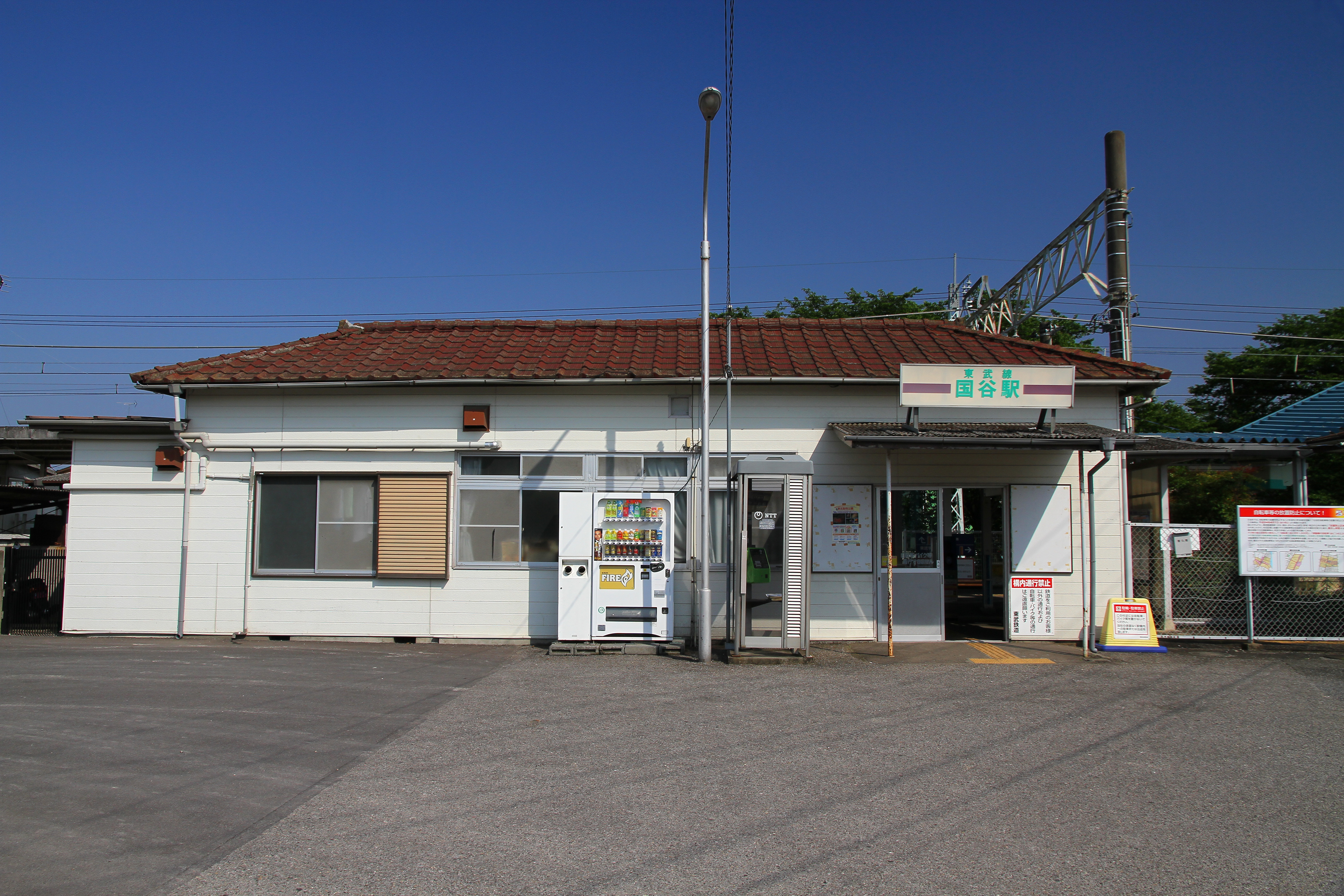
駅舎（2012年5月）

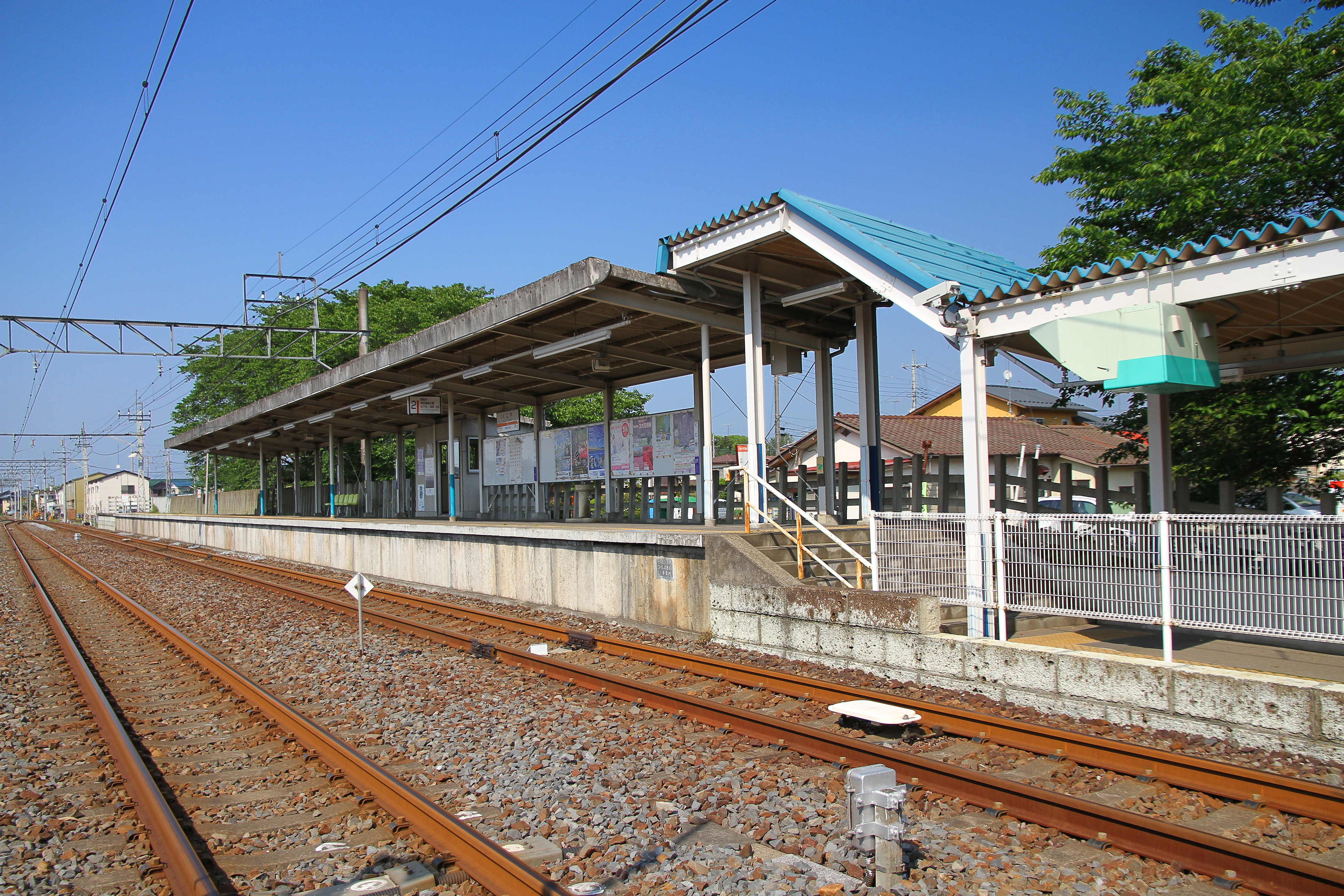
ホーム（2012年5月）

国谷駅（くにやえき）は、栃木県下都賀郡壬生町大字壬生甲にある東武鉄道宇都宮線の駅である。駅番号はTN 34。

## 歴史
- 1931年（昭和6年）8月11日 - 開業[1]。

## 駅構造
相対式ホーム2面2線を有する地上駅。駅舎は木造駅舎で東武宇都宮方面ホーム側にあり、栃木方面ホームとは構内踏切により連絡している。PASMO対応簡易ICカード改札機設置。
タブレット交換時代の名残で、ホームは上下列車の停止位置目標を近接させる千鳥式配置となっている。

### のりば
| 番線 | 路線     | 方向 | 行先             |
| ---- | -------- | ---- | ---------------- |
| 1    | 宇都宮線 | 下り | 東武宇都宮方面   |
| 2    | 宇都宮線 | 上り | 栃木・南栗橋方面 |

## 利用状況
2024年度の1日平均乗降人員は893人である。
近年の1日平均乗降人員および乗車人員の推移は下記の通り。
| 年度               | 1日平均 乗降人員 | 1日平均 乗車人員 | 出典       |
| ------------------ | ---------------- | ---------------- | ---------- |
| 2008年（平成20年） |                  | 538              |            |
| 2009年（平成21年） |                  | 495              |            |
| 2010年（平成22年） |                  | 493              |            |
| 2011年（平成23年） | 943              | 476              |            |
| 2012年（平成24年） | 895              | 452              |            |
| 2013年（平成25年） | 887              | 447              |            |
| 2014年（平成26年） | 873              | 440              |            |
| 2015年（平成27年） | 913              | 459              |            |
| 2016年（平成28年） | 954              | 486              |            |
| 2017年（平成29年） | 970              | 493              |            |
| 2018年（平成30年） | 1,024            | 521              |            |
| 2019年（令和元年） | 999              |                  |            |
| 2020年（令和02年） | 848              |                  |            |
| 2021年（令和03年） | 882              | 446              | [ 東武 3 ] |
| 2022年（令和04年） | 901              | 454              | [ 東武 4 ] |
| 2023年（令和05年） | 916              | 463              | [ 東武 5 ] |
| 2024年（令和06年） | 893              | 452              | [ 東武 1 ] |

## 駅周辺
所在地こそ大字壬生甲であるが大字国谷地域（現在の至宝・落合の各エリアを含む）の東端に位置しており、駅名も「国谷」の名前が採られている。西方の国谷新田地域には壬生町総合公園や道の駅みぶが整備されている。
- 壬生町総合公園
  - 壬生町おもちゃ博物館
  - とちぎわんぱく公園
  - みぶハイウェーパーク（ハイウェイオアシス）
    - 道の駅みぶ
    - 北関東自動車道壬生パーキングエリア
- 壬生町生涯学習館
- 壬生町立壬生東小学校
- 壬生郵便局
- ひばりが丘団地
- 星の宮カントリークラブ

## 路線バス
国谷駅西口のりば
- 壬生町コミュニティバス「みぶーぶ」安塚駅経由 壬生町役場行き／壬生町役場行き

## 隣の駅
東武鉄道
 宇都宮線
壬生駅（TN 33） - 国谷駅（TN 34） - おもちゃのまち駅（TN 35）